# Carlo Cignani

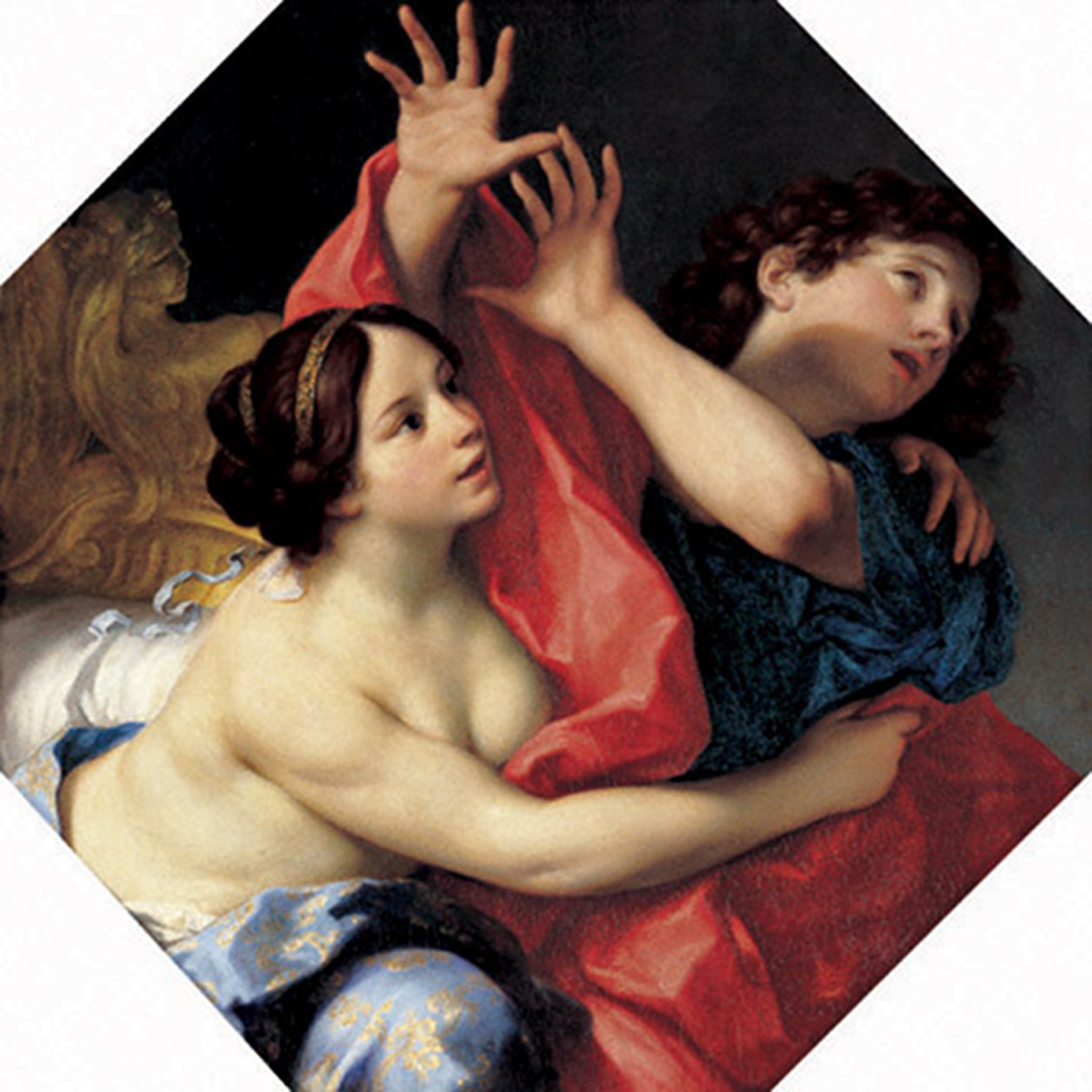
Carlo Cignani: József és Potifár felesége (1680)

Carlo Cignani [ejtsd: csinyáni] (Bologna, 1628. május 15. – Forlì, 1719. szeptember 8.) olasz festő, Felice Cignani festő édesapja.

## Élete
A bolognai iskola utolsó jelentékeny képviselője. Európa-szerte a legnagyobb elismerésnek örvendezett; XI. Kelemen pápa grófi rangra emelte és az 1709-ben alapított Accademia Clementina igazgatójává tette. 1686-ban költözött Forlìba, ahol élete hátralévő részét leélte.
Freskói közül különösen azon nevezetesek, melyek a forlì dóm Madonna del fuoco-kápolnájának kupoláját diszítik. Függőképei egész Európában szét vannak szórva. Az eredendő bűn című nagy festménye (514) Ádám és Éva alakjának festői szépsége, a rábeszélés és a habozás pszichológiai mozzanatának jellemző kifejezése által a mester legjelesebb művei közé tartozik.
Tanítványai közé tartoztak: Marcantonio Franceschini, Federico Bencovich, Giacomo Boni, Andrea és Francesco Bondi, Giovanni Girolamo Bonesi, Girolamo Domini, Francesco Galli, Bonaventura Lamberti, Matteo Lamboni, Camilla Lauteri, Stefano Maria Legnani, Charles Lucy, Francesco Mancini és Paolo Antonio Paderna.